# Luogo della battaglia di Canne
La precisa ubicazione del luogo della battaglia di Canne è soggetta a un dibattito storico tra studiosi. È comunque fuori discussione che la battaglia avvenne nella regione storica dell'Apulia, in prossimità del fiume Aufidus (Ofanto).

## Fonti primarie
Di tale scontro campale non si sono tramandate descrizioni scritte da contemporanei alla stessa e le descrizioni pervenute si discostano in vari dettagli.
La più grave incongruenza è data dal fatto che Strabone, in aperto contrasto con gli altri autori (Tito Livio e Polibio), afferma che il luogo della battaglia era nel territorio degli Apuli propriamente detti, a occidente del Gargano (anziché a sud del promontorio, ove invece scorre l'Ofanto). Egli infatti, nel descrivere la regione procede da sud a nord e nel sesto libro scrive (VI,3,11): «Lo spazio che viene subito dopo il Gargano è occupato da un golfo profondo: sulle sue rive abitano gli Apuli propriamente detti... In tempi precedenti, dunque, l'intero paese era prospero, ma fu poi devastato da Annibale e dalle guerre successive. Qui avvenne anche la battaglia di Canne»; segue l'indicazione del lago e di Teanum Apulum. Viceversa, pur essendo minuzioso nelle sue descrizioni della zona ofantina, non vi scrisse riguardo alle vicende puniche.
Ad ogni modo gli storici moderni ritengono che tali affermazioni di Strabone in merito al luogo della battaglia di Canne sono senza alcun dubbio errate e derivano con ogni probabilità da lacune o refusi nelle fonti originali consultate dallo stesso Strabone.

## Origini del dibattito
Il dibattito sulla ubicazione esatta del luogo della battaglia all'interno della valle dell'Ofanto ebbe inizio nel 1844 ad opera di Francesco Sponzilli, un ufficiale del genio borbonico, che iniziò a cercare di localizzare il luogo esatto del campo di battaglia, e pubblicò a Napoli lo scritto "Considerazioni sul vero sito della battaglia di Canne".

## Ipotesi prevalente: Agro di Barletta

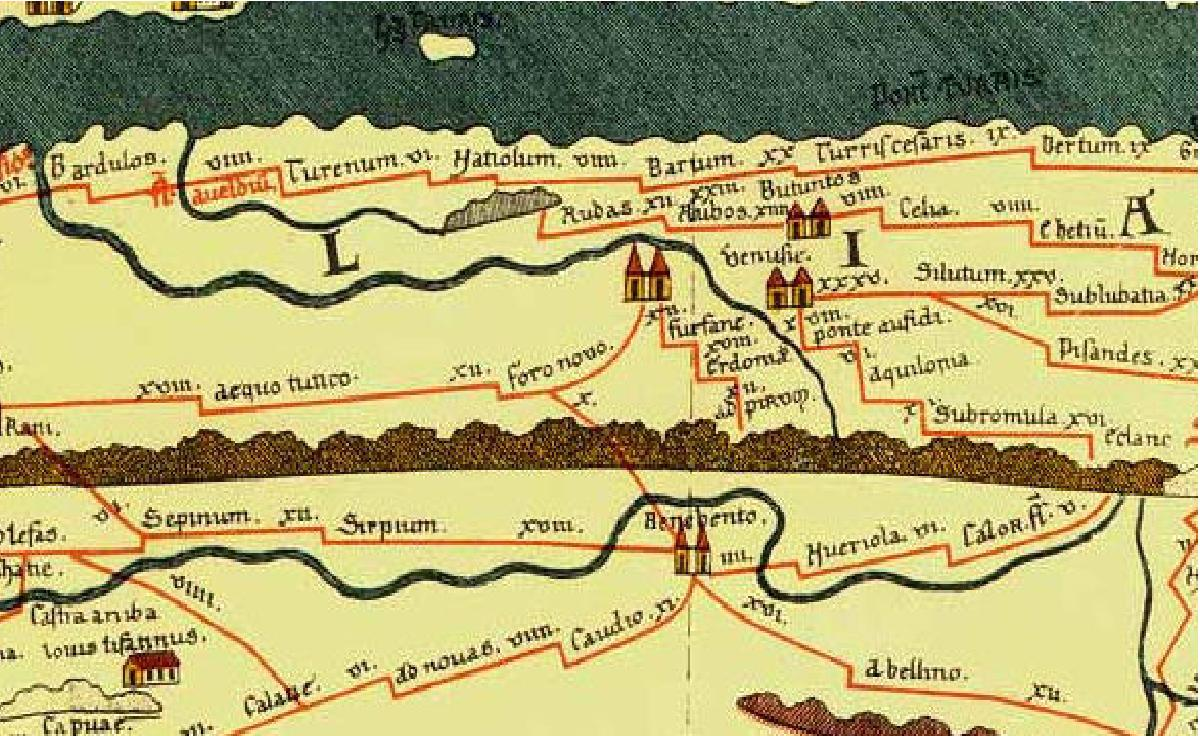
Particolare della Tavola Peutingeriana che mostra il corso dell'Aufidus, corrispondente a quello dell’Ofanto. Si può notare che vi è segnato il Pons Aufidus.

Parte degli storici identifica la battaglia di Canne nell'attuale agro della città di Barletta, nei pressi del fiume Ofanto, tuttavia fra gli storici non vi è consenso se essa sia avvenuta sul lato destro o sinistro dell'Ofanto e alcuni si spingono ad affermare che non si conoscerà mai il punto esatto ove avvenne la battaglia.
Nel 1883 Henricus Stuerenburg propone le sue ipotesi sulle esatte ubicazioni delle battaglie del Trasimeno e di Canne, per quest'ultima ritiene che non sia stata combattuta sulla sponda destra dell'Ofanto, dove si trova l'attuale Canne, bensì sulla sua sponda sinistra, dove si trova una pianura, sufficientemente vasta a contenere i due eserciti, sostenendo inoltre che la descrizione data da Tito Livio sia più attendibile di quella di Polibio.
Polibio riceve più credito dagli studiosi moderni, che pur riconoscendo che esiste una controversia sull'effettiva localizzazione del campo di battaglia, ritengono sia più corretto ubicare il campo di battaglia sulla riva destra dell'Ofanto.
La Tabula Peutingeriana, una copia del XII-XIII secolo di un'antica carta romana che indicava le vie militari dell'Impero, mostra chiaramente il corso dell'Aufidus, che corrisponde di tutto punto all'odierno fiume Ofanto. 
Strabone afferma che «da Bari al fiume Aufidus, su cui si trova il porto dei Canusiti, ci sono 400 stadî; per raggiungere il porto si risale il fiume per 90 stadî» (in greco ἐκ δὲ Βαρίου πρὸς τὸν ποταμὸν Αὔφιδον, ἐφ᾽ ᾧ τὸ ἐμπόριον τῶν Κανυσιτῶν, τετρακόσιοι: ὁ δ᾽ ἀνάπλους ἐπὶ τὸ ἐμπόριον ἐνενήκοντα).
La localizzazione della battaglia in questo luogo tuttavia non risulta supportata da ritrovamenti archeologici attribuibili al terzo secolo a.c.
Un'interpretazione e localizzazione degli eventi più complessa viene ricostruita da Gabriel, sulla falsariga della descrizione della battaglia che ne fece Mommsen nel secolo XIX: questa considera entrambe le rive del fiume, secondo Gabriel l'esercito romano arrivò nell'area marciando sulla piana costiera di Foggia, tenendo il mare sulla sinistra, quindi arrivato al fiume Aufidius l'avrebbe risalito per due miglia, stando alla sua sinistra e quindi mise l'accampamento sul lato occidentale, tuttavia il console Paolo avrebbe inviato un terzo dell'esercito sull'altro lato del fiume, mossa cui Annibale avrebbe risposto a suo volta spostando parte delle sue truppe dal lato orientale al lato occidentale del fiume in un secondo accampamento. Il giorno seguente, quello della battaglia, Varrone avrebbe ordinato a tutte le truppe di disporsi sul lato orientale del fiume dove ebbe luogo la battaglia
Un'ulteriore complicazione al riconoscimento dell'esatta ubicazione del luogo di battaglia è data dal fatto che l'Ofanto avrebbe modificato nel corso del tempo l'andamento del suo corso, favorendo la nascita di diverse teorie sulla esatta ubicazione della battaglia.

## Ipotesi alternativa: Sepolcreto di Canne
Questa ipotesi fu formulata nel 1930 da Adamo Riontino, notaio archeologo; l'ipotesi, debole per stessa ammissione dell'autore, venne prima incoraggiata e poi sollecitata dalle autorità militari per motivi propagandistici. L'ipotesi venne propagandata dal generale Eugenio De Vecchi, al tempo comandante della divisione militare di Bari che fece emettere un comunicato ufficiale sulla scoperta del luogo della battaglia dall'Agenzia Stefani, dietro richiesta di Mussolini. Riontino fu nominato storico dello stato maggiore dell'esercito e il fiume Ofanto venne inserito d'imperio nella geografia storica insegnata nelle scuole del Regno, ai cui presidi era stato ufficialmente inviato il bollettino della Stefani.
Un'ulteriore informazione riguardo alla precisa ubicazione della battaglia sembrò giungere nell'anno 1938, quando Michele Gervasio, direttore del Museo archeologico di Bari, scoprì un "grande sepolcreto" nell'attuale località di Canne,. Il ritrovamento avveniva poco dopo la proclamazione dell'Impero nel 1936 da parte di Mussolini e l'anno seguente all'uscita del colossal propagandistico Scipione l'Africano,  il ritrovamento quindi di una possibile testimonianza di una cocente sconfitta romana, che tuttavia testimoniava  "l'indomabilità della stirpe italica".
Le forme vagamente antropomorfe di alcune coperture di tombe ricordavano i sarcofagi antropoidi punici; gli scheletri circondati da alcuni crani facevano pensare a guerrieri punici cui erano state aggiunte le teste dei soldati romani, a guisa di trofeo; i cadaveri raccolti nelle tombe dovevano essere dei Cartaginesi, mentre le ossa tutto intorno alle tombe non potevano essere che dei Romani. Le conclusioni, basate sul questo ritrovamento archeologico erano o sembravano ovvie: le tombe di Canne erano quelle della battaglia, e furono accettate anche da studiosi accademici di storia antica.
Di lì a qualche anno Eleonora Bracco, direttrice del Museo archeologico nazionale Domenico Ridola di Matera, rese noto di aver scoperto in una zona di Matera gruppi di tombe molto simili a quelle rinvenute a Canne, ma di sicura epoca medioevale. Ciò fece sorgere tutta una serie di interrogativi riaprendo l'interesse per la questione. Di conseguenza la Sovrintendenza per le Antichità per la Puglia, dal 1956, rifece una vasta campagna di scavi nella zona di Canne e l'ispettrice Fernanda Tiné Bertocchi arrivò a conclusioni definitive opposte alle precedenti: le tombe di Canne non erano del periodo annibalico (216-206 a.C.), ma di epoca medioevale (X secolo). Tutto il sito archeologico di Canne riguardava in gran parte quest'ultimo periodo, anche se poggiava su un precedente e assai antico centro apulo, che non aveva dato segni di vita dal III secolo a.C.. In alcune tombe furono trovati orecchini di foggia bizantina, segni di croce (cristiana) greca e latina, monili del X secolo dopo Cristo.
Per togliere ogni dubbio furono mandate in Inghilterra alcune ossa ritrovate nelle tombe di Canne per una loro esatta datazione. Il Bollettino del "National Physical Laboratory Radiocarbon Measurements" V 117 (del 1968) smentì l'appartenenza di quelle ossa (quelle ritrovate e mandate all'analisi) al periodo della battaglia di Canne e le collocò invece nel 985 dopo Cristo.